# Ticchiolatura
Ticchiolatura è il nome comune di una malattia che colpisce alcuni alberi da frutto causata da patogeni diversi.
In particolare, la ticchiolatura del melo è causata dal fungo Venturia inaequalis, la ticchiolatura del pero dal fungo Venturia pirina, la ticchiolatura del nespolo del Giappone dal fungo Fusicladium eriobotryae.
La ticchiolatura colpisce molto spesso la rosa, creando delle gravi conseguenze per la pianta arrivando fino alla defogliazione. Le conseguenze per il melo sono la mancata qualità del frutto. A favorire lo sviluppo del patogeno e la propagazione della malattia sono l'eccessiva umidità sulle foglie e una temperatura relativamente elevata, 20 - 25 °C.